# Frédérick Lemaître
Antoine Louis Prosper Lemaître, mais conhecido como Frédérick Lemaître (28 de julho de 1800 - 26 de janeiro de 1876) foi um célebre ator e dramaturgo francês.